# Grottes de la rivière Klasies
Les grottes de la rivière Klasies sont un groupe de grottes situées à l'est de l'embouchure de la rivière Klasies, sur la côte de Tsitsikamma, dans le district de Humansdorp, dans la province du Cap-Oriental, en Afrique du Sud. Les trois grottes principales accompagnées de deux abris sous roche se trouvent à la base d'une haute falaise. On y a découvert des traces d'occupation humaine datées d'environ 125 000 à 60 000 ans avant le présent. Les dépôts, épais de 20 mètres, se sont accumulés pendant 65 000 ans.

## Historique
Les artéfacts et les ossements fossiles furent signalés en premier par Paul Haslem et Ludwig Abel. En 1960, Ray Inskeep et Ronald Singer attribuèrent les outils lithiques au Middle Stone Age. En 1967 et 1968, Ronald Singer et John Wymer commencèrent des fouilles intensives,, dont les premiers résultats furent publiés en 1972 par l'University of Chicago Press. Depuis 1984 les recherches ont été poursuivies par Hilary Deacon.
Dès 1960, Ronald Singer, Ray Inskeep, John Wymer, Hilary Deacon, Richard Klein et d'autres suggérèrent que les grottes recelaient les plus anciens restes connus d'Homo sapiens présentant le comportement d'humains modernes. Des analyses ultérieures montrèrent que cette affirmation devait être nuancée,.
En 2015, le gouvernement sud-africain a soumis une demande pour que ces grottes rejoignent la liste des sites du patrimoine mondial.

## Morphologie des fossiles
Les restes humains comprennent des fragments crâniens, des mandibules avec des dents, et des fragments de squelette : des cubitus et cinq os métatarsiens.
L'analyse de quatorze dimensions d'os cubitaux, comparées à celles de fossiles d'Homo sapiens d'Afrique, du Proche-Orient et d'Europe, et d'humains modernes d'Afrique suggèrent un profil morphologique archaïque. « Les humains du KRM (Klasies River Mouth, embouchure de la rivière Klasies), de l'époque du MSA (Middle Stone Age), ne sont peut-être pas aussi modernes que ce qui a pu être affirmé à partir du matériel craniofacial. »

## Comportements humains au Pléistocène supérieur
Des dépôts sédimentaires de 20 mètres d'épaisseur, à l'intérieur des grottes ainsi qu'à l'extérieur, contre la falaise, montrent, par leur contenu, que les personnes qui vivaient près de l'embouchure de la Klasies savaient chasser le petit gibier, pêcher, récolter les plantes et les racines. Elles savaient aussi cuisiner sur des foyers de la viande de manchot et d'antilope par exemple, et gérer leurs terres par écobuage. Il existe de nombreuses preuves qu'elles ramassaient des coquillages marins et on a trouvé de nombreux artefacts en pierre du Middle Stone Age. Il semble que la présence en ces lieux était saisonnière. Il existe aussi des signes de cannibalisme : des os humains calcinés et entaillés, jetés avec d'autres restes alimentaires.
Les assemblages du Middle Stone Age sont associés à des fossiles d'Homo sapiens, mais il y a toujours un débat quant à savoir le moment à partir duquel ceux-ci manifestèrent un comportement moderne. Il y a une nette différence entre la technologie de taille de pierre paléolithique utilisée il y a 125 000 ans et celle de la période du Howiesons Poort, datant de 65 000 à 60 000 ans, qui utilisa des matériaux récupérés vingt kilomètres plus loin à l'intérieur des terres. Il y a aussi une différence lorsque les détritus alimentaires accumulés dans les grottes il y a 125 000 ans, furent déplacés par les occupants aux alentours de 75 000 ans, lesquels constituèrent des amas coquilliers à l'extérieur des grottes. Cette capacité « à faire le ménage » indique qu'« au moins la moitié des représentants de notre espèce » avait acquis un comportement moderne au Pléistocène supérieur,.

## Emplacements
Les cinq sites se situent le long de la côte à l'est et à environ deux kilomètres de l'embouchure de la Klasies et l'ensemble de la pointe Druipkelder est un site du patrimoine national d'Afrique du Sud.
Géolocalisations :
- Embouchure de la Klasies : 34° 06′ 22,32″ S, 24° 23′ 13,42″ E
- Site principal, grottes 1 & 2 : 34° 06′ 29,17″ S, 24° 23′ 24,5″ E
- Grottes 3 & 4 : 34° 06′ 39,55″ S, 24° 23′ 43,83″ E
- Grotte 5 : 34° 06′ 52,63″ S, 24° 24′ 03,31″ E

## Protection
Le site est désormais sous la protection de la South African Heritage Resources Agency (SAHRA) et du Department of Environmental Affairs and Tourism (South Africa).